# Rehm-Flehde-Bargen
Rehm-Flehde-Bargen là một đô thị thuộc huyện Dithmarschen, trong bang Schleswig-Holstein, nước Đức. Đô thị Rehm-Flehde-Bargen có diện tích 14,63 km², dân số thời điểm 31 tháng 12 năm 2006 là 612 người.